# Fiorde de Hardanger

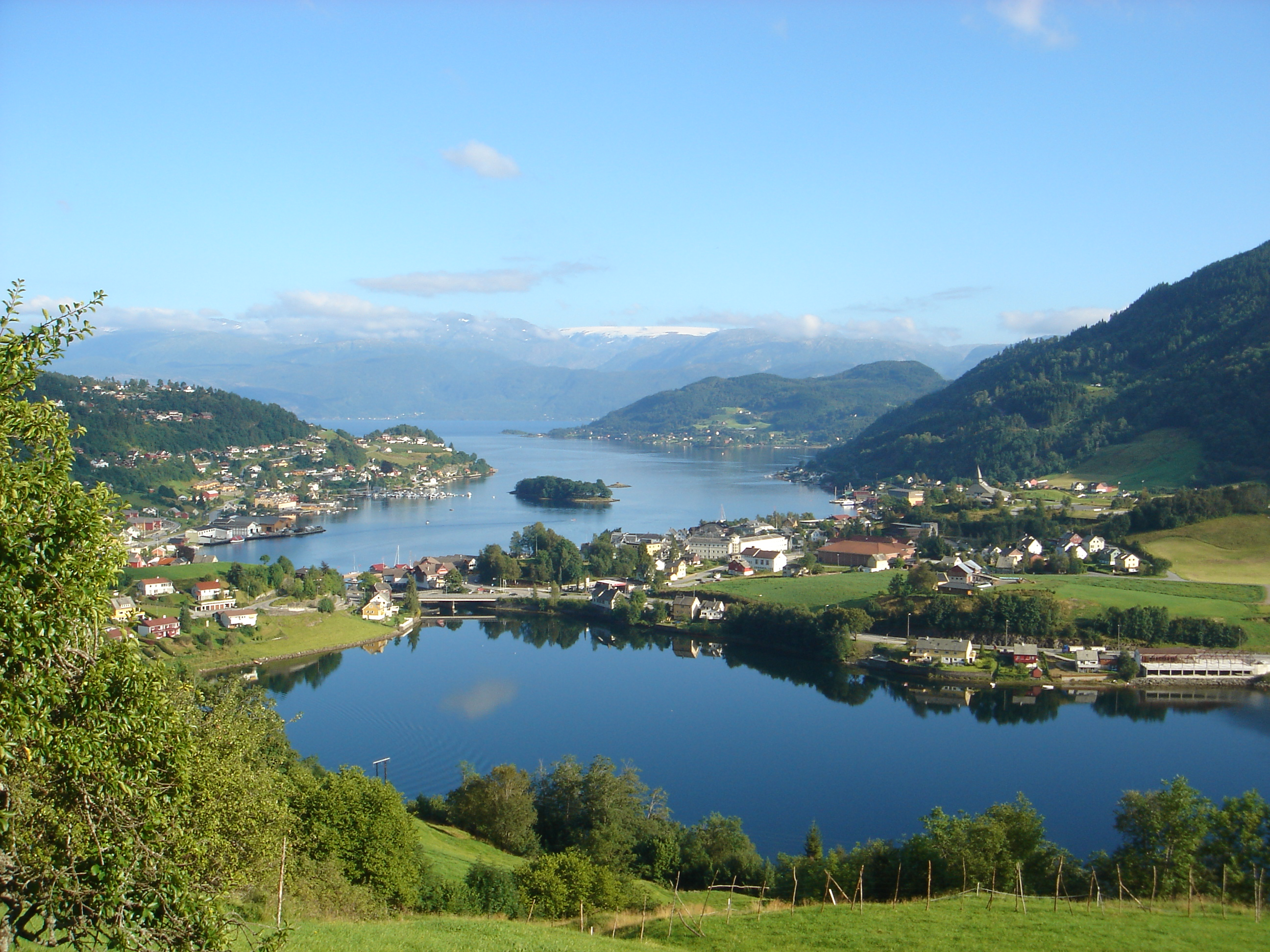
O fiorde de Hardanger visto de Norheimsund

Fiorde de Hardanger (Hardangerfjorden, em Norueguês) é o maior fiorde da Noruega e o terceiro maior do mundo, com 179 km de comprimento. Situa-se na região de Hordaland, na área de Hardanger. O fiorde parte de Husnes e Tysnesøy rumo a oeste até Odda, em Hardangervidda.
O ponto mais baixo situa-se a cerca de 800 metros de profundidade, em Norheimsund, mais ou menos a meio do comprimento do fiorde.
O glaciar de Folgefonni situa-se na margem sul do fiorde de Hardanger.
É um grande centro de produção de salmão, mais concretamente um dos cinco maiores do mundo.
As seguintes comunas possui costa em contacto com o fiorde: Bømlo, Eidfjord, Etne, Granvin, Jondal, Kvam, Kvinnherad, Odda, Sund, Sveio, Tysnes, Ullensvang e Ulvik.